# استوای سماوی

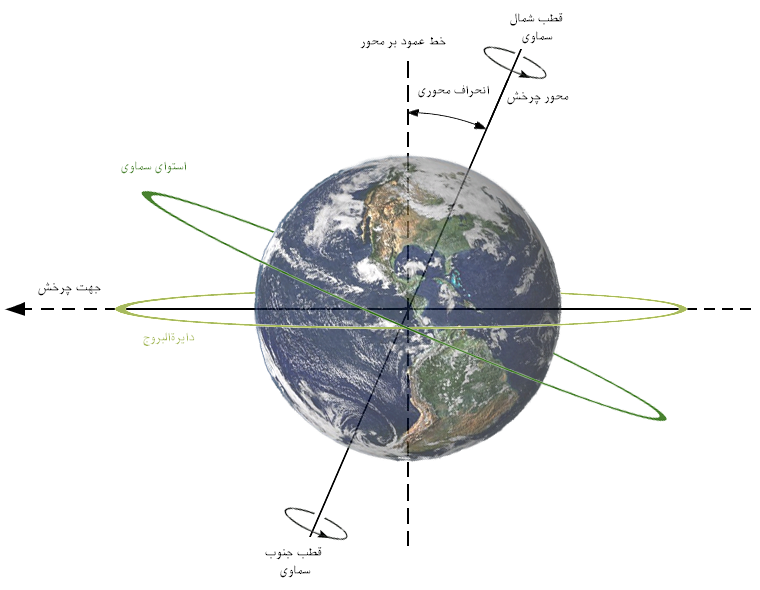
استوای سماوی در امتداد خط استوای زمین است و ۲۳٫۴ درجه نسبت به دایرةالبروج میل دارد. (انحراف محوری زمین ۲۳٫۴ درجه است). این تصویر ارتباط میان انحراف محوری زمین، دوران محوری و صفحه مداری را نشان می‌دهد.

استوای آسمان یا استوای سماوی (به انگلیسی: Celestial equator) که معدل‌النهار و هَموگار آسمانی نیز نامیده می‌شود، یک دایره بزرگ در کره آسمان فرضی است که هم‌صفحه با استوای زمین است. امتداد استوای سماوی، صفحه مرجع در دستگاه مختصات استوایی است. به بیان دیگر، استوای سماوی ادامه و امتداد استوای زمین در ماورای جو است. به دلیل انحراف محوری زمین، استوای سماوی اکنون حدود °۲۳٫۴۴ نسبت به دایرةالبروج (صفحه حرکت انتقالی زمین) میل دارد، ولی به دلیل پریشیدگی ناشی از دیگر سیاره‌ها، مقدار این میل طی ۵ میلیون سال گذشته بین °۲۲٫۰ تا °۲۴٫۵ متغیر بوده‌است.
محل تقاطع صفحهٔ استوای زمین با کرهٔ آسمانی به‌صورت دایرهٔ عظیمه‌ای است که محل ناظر، یا مرکز زمین در مرکز آن قرار گرفته‌است.
از دید یک ناظر که بر روی استوای زمین ایستاده‌است، استوای سماوی به‌صورت یک نیم‌دایره است که از نقطه مستقیماً بالای سر (سرسو) می‌گذرد. با جابه‌جا شدن ناظر به سمت شمال یا جنوب، استوای سماوی نیز به سمت افق مخالف منحرف می‌شود. استوای آسمانی به دلیل قرار داشتن بر روی کره سماوی، بی‌نهایت دور تعریف شده‌است؛ بنابراین، انتهای نیم‌دایره، بدون توجه به موقعیت ناظر بر روی زمین، همیشه افق را به سمت شرق و به سمت غرب قطع می‌کند. در قطب‌های جغرافیایی، استوای سماوی با افق نجومی منطبق است. در همه عرض‌های جغرافیایی استوای سماوی یک قوس یا دایره یکنواخت است، زیرا ناظر فقط به‌طور محدود از صفحه استوای سماوی فاصله دارد، اما از خود استوای سماوی بی‌نهایت دور است.
اجرام آسمانی در نزدیکی استوای سماوی از بیشتر نقاط روی زمین در بالای افق ظاهر می‌شوند، ولی اوج‌رسی این اجرام (رسیدن به نصف‌النهار) به بالاترین مقدار در نزدیکی استوا می‌رسد.
استوای سماوی در حال حاضر از میان این صورت‌های فلکی می‌گذرد:
| - ماهی (شامل اولین نقطه برج حملدر بالای مرز جنوبی آن است) - نهنگ - گاو - جوی - شکارچی (نزدیک کمربند شکارچی) | - تک‌شاخ - سگ کوچک - مار باریک - سدس - شیر | - دوشیزه (شامل اولین نقطه برج ترازو است) - مار (سر) - مارافسای - مار (دُم) - عقاب - دلو |

اینها قابل مشاهده‌ترین صورت‌های فلکی در سطح جهانی هستند.
ٰدر طول هزاران سال، جهت استوای زمین و در نتیجه صورت‌های فلکی که استوای سماوی از آن‌ها می‌گذرد به دلیل پیش‌روی محوری تغییر خواهد کرد.
اجرام آسمانی غیر از زمین نیز دارای استوای آسمانی مشابهی هستند.

## نوشتارهای وابسته
- پیش‌روی محوری
- قطب سماوی
- میل (اخترشناسی)
- چرخش به دور محور ثابت (قطب)